# Dichiarazione circa l'appartenenza dei cattolici ad associazioni massoniche
La Dichiarazione circa l'appartenenza dei cattolici ad associazioni massoniche è un documento della Congregazione per la dottrina della fede (CDF) promulgato il 19 luglio 1974 dal prefetto Franjo Šeper e dal segretario Jérôme Hamer.
Esso contiene tre punti di "conferma e precisazione" su interpretazioni erronee e tendenziose di un chiarimento privato trapelato nel 1974, inerente la lettura del canone 2335 del Codice di Diritto Canonico del 1917, che fu in vigore dal 1917 al novembre 1983. La dichiarazione era diretta dalla CDF alle conferenze episcopali:
1. la disciplina canonica rimane in pieno vigore e non è stata modificata in alcun modo[1];
2. non sono state abrogate né la scomunica né le altre pene previste[1];
3. l'intenzione della lettera del 1974 era quella di ricordare i principi generali di interpretazione delle leggi penali per la soluzione dei casi di singole persone che possono essere sottoposti al giudizio degli ordinari e non di permettere alle Conferenze Episcopali di emettere pronunciamenti pubblici a titolo di giudizio di carattere generale sulla natura delle associazioni massoniche, il che implicherebbe una deroga alle suddette norme[1].

La confusione è nata da un chiarimento privato del 1974, trapelato, scritto ad alcune conferenze episcopali, che è stato interpretato da alcuni all'interno della Chiesa e della Massoneria come se permettesse ai cattolici di unirsi a logge massoniche, a condizione che la loggia non complotti direttamente contro la Chiesa. La lettera era diventata pubblica e aveva "dato luogo a interpretazioni errate e tendenziose".
Il chiarimento privato del 1974 affermava che:
- "la Santa Sede ha ripetutamente richiesto informazioni ai vescovi sulle attività massoniche contemporanee dirette contro la Chiesa"[2];
- "non vi sarà alcuna nuova legge in materia", nel periodo precedente la promulgazione del Codice di diritto canonico del 1983[2];
- "tutti i canoni penali devono essere interpretati rigidamente"

per ribadire che al clero cattolico e ai membri di istituti religiosi o secolari che è espressamente vietata l'appartenenza alla massoneria.
La dichiarazione del 1981 ha preceduto la Dichiarazione sulla massoneria del 1983 emanata dalla CDF quando era prefetto Joseph Ratzinger.